# Abbaye de Saint-Hilaire (Ménerbes)

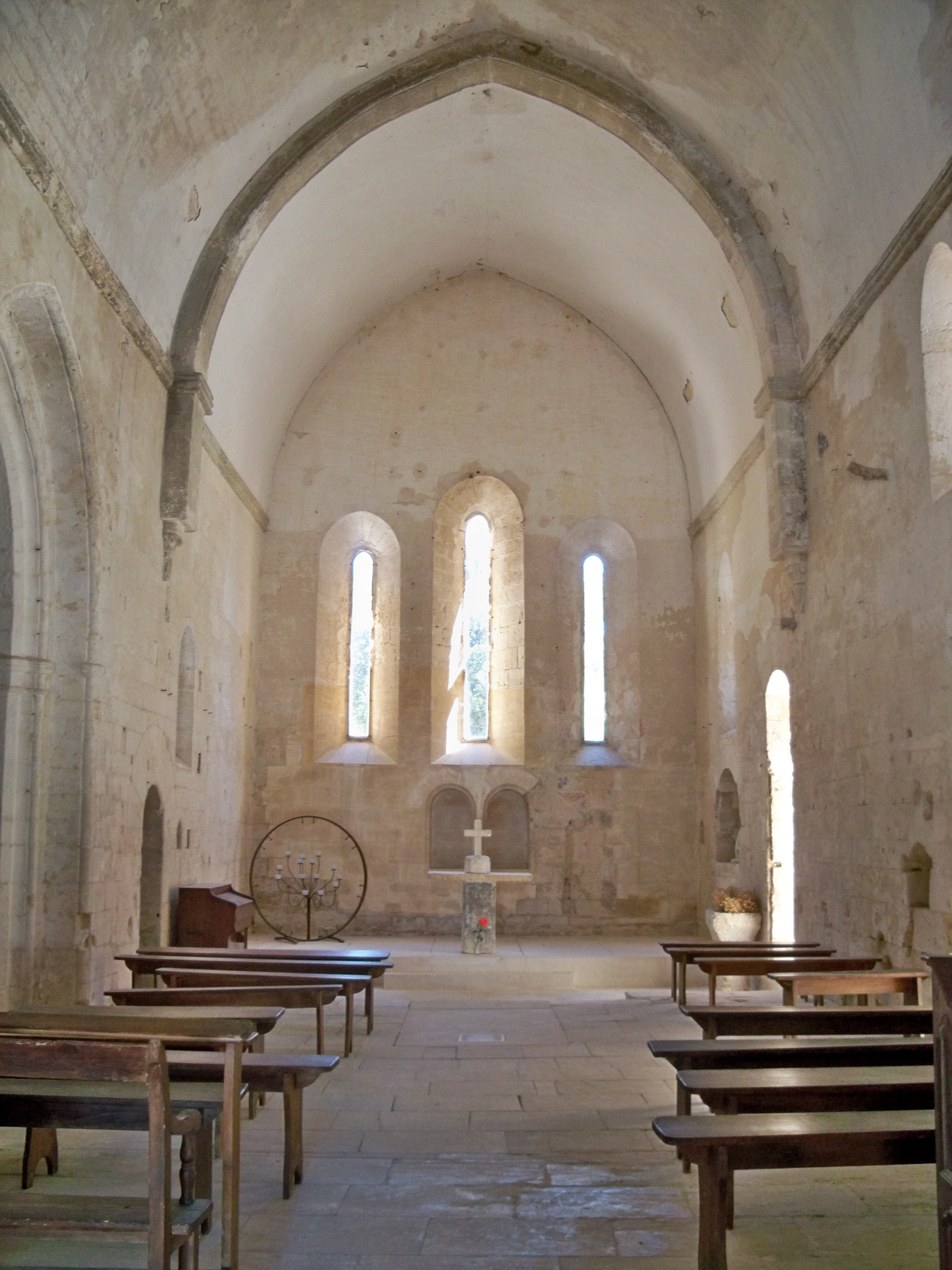
Blick zum Chor der Klosterkirche

Die Abbaye de Saint-Hilaire ist ein ehemaliges Kloster der Karmeliten bei Ménerbes (Département Vaucluse) in Frankreich. 

## Geschichte
Der Legende nach geht die ursprüngliche Anlage des Klosters auf eine Einsiedelei des heiligen Castor von Apt zurück, der hier gelebt haben soll. Ludwig der IX. von Frankreich machte hier 1254 Halt auf dem Rückweg vom Kreuzzug ins Heilige Land und gründete für mitreisende Karmeliten ein kleines Priorat auf einer Anhöhe, die den Luberon überblickt.
Ihre abgeschiedene Lage hat vermutlich dazu geführt, dass sich die Anlage des Priorats mit der dem heiligen Hilarius geweihten Klosterkirche, Kreuzgang und Konventsgebäuden geschlossen erhalten hat. In der im Übergangsstil errichteten Klosterkirche findet sich die Jahreszahl 1254 an einer Wand eingraviert. Der schlichte und strenge einschiffige Bau endet mit einem geraden Chorschluss mit drei Lanzettfenstern. Im 14. Jahrhundert wurden zwei Seitenkapellen angefügt.
Das Kloster steht seit 1975 unter Denkmalschutz und ist als Monument historique klassifiziert.

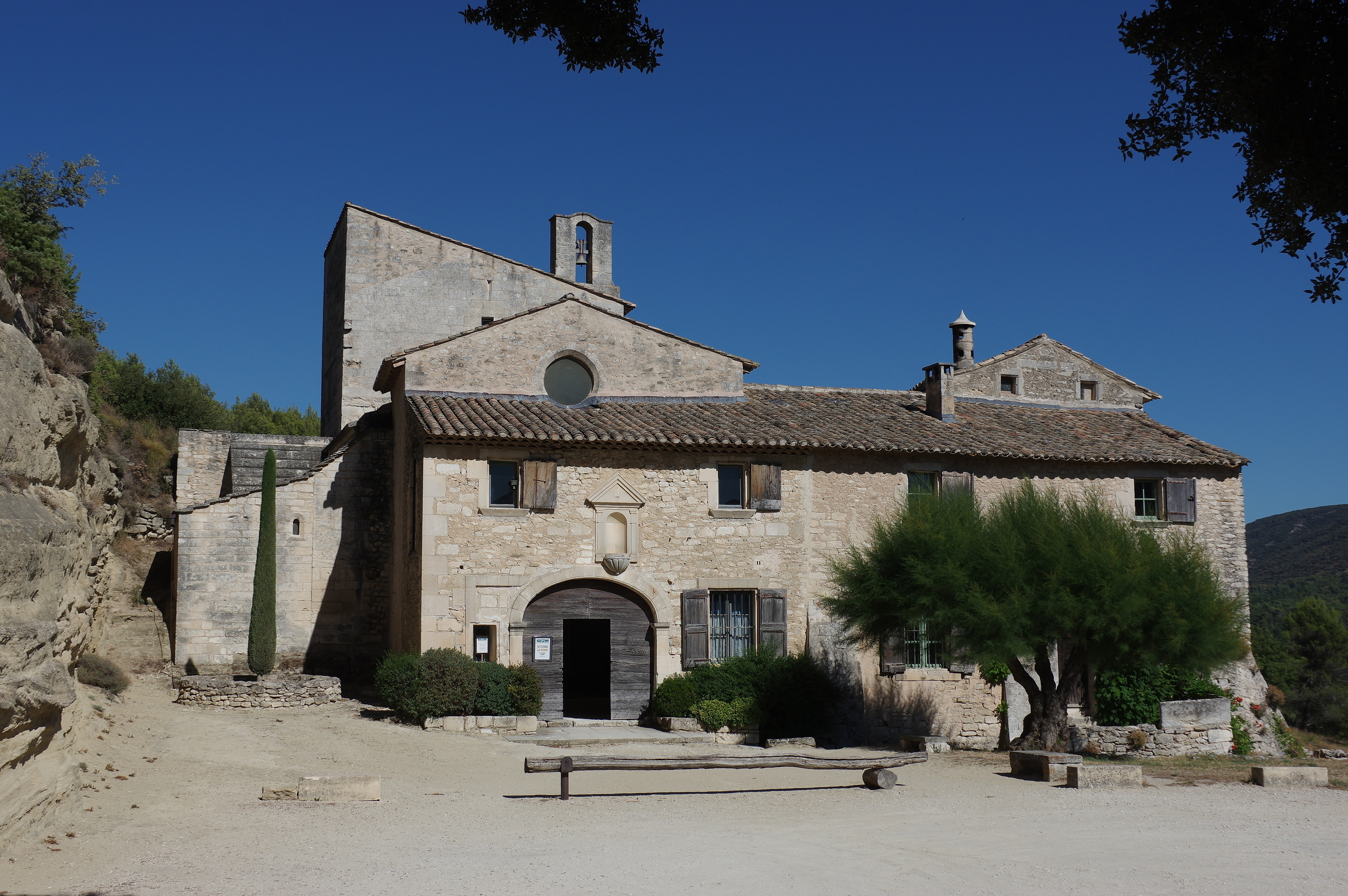
Eingangsseite der Klosterkirche